# Броніславув (гміна Блендув)
Броніславув (пол. Bronisławów) — село в Польщі, у гміні Блендув Груєцького повіту Мазовецького воєводства.
Населення — 112 осіб (2011).
У 1975-1998 роках село належало до Радомського воєводства.

## Демографія
Демографічна структура станом на 31 березня 2011 року:
|          | Загалом | Допрацездатний вік | Працездатний вік | Постпрацездатний вік |
| -------- | ------- | ------------------ | ---------------- | -------------------- |
| Чоловіки | 59      | 13                 | 36               | 10                   |
| Жінки    | 53      | 9                  | 29               | 15                   |
| Разом    | 112     | 22                 | 65               | 25                   |